# O zi mai lungă decât veacul
O zi mai lungă decât veacul (în rusă И дольше века длится день) este un roman al scriitorului kirghiz Cinghiz Aitmatov. El a fost publicat inițial în limba rusă în 1980 în revista literară Novîi Mir.

## Traduceri
- O zi mai lungă decât veacul, Editura Univers, 1983, traducere de  Ion Covaci, Denisa Fejes[1]
- O zi mai lungă decât veacul, Editura Univers, Colecția Romanul Secolului XX, 1996[2]
- O zi mai lungă decât veacul, Editura Leda, 2006, ISBN 973-7624-03-3[3]
- O zi mai lungă decât veacul, Editura Polirom, col. Top 10, 2018, ISBN 978-973-46-7625-5 [4]